# Correctionville
Correctionville és una població dels Estats Units a l'estat d'Iowa. Segons el cens del 2000 tenia 851 habitants.

## Demografia
Segons el cens del 2000, Correctionville tenia 851 habitants, 343 habitatges, i 230 famílies. La densitat de població era de 576,4 habitants per km².
Dels 343 habitatges en un 28% hi vivien nens de menys de 18 anys, en un 53,6% hi vivien parelles casades, en un 9,9% dones solteres, i en un 32,9% no eren unitats familiars. En el 30% dels habitatges hi vivien persones soles el 18,7% de les quals corresponia a persones de 65 anys o més que vivien soles. El nombre mitjà de persones vivint en cada habitatge era de 2,38 i el nombre mitjà de persones que vivien en cada família era de 2,95.
Per edats la població es repartia de la següent manera: un 24,3% tenia menys de 18 anys, un 7,5% entre 18 i 24, un 23% entre 25 i 44, un 19,9% de 45 a 60 i un 25,3% 65 anys o més.
L'edat mediana era de 40 anys. Per cada 100 dones de 18 o més anys hi havia 87,2 homes.
La renda mediana per habitatge era de 24.615 $ i la renda mediana per família de 35.000 $. Els homes tenien una renda mediana de 28.250 $ mentre que les dones 21.389 $. La renda per capita de la població era de 16.074 $. Entorn del 12,6% de les famílies i el 17,4% de la població estaven per davall del llindar de pobresa.

## Poblacions més properes
El següent diagrama mostra les poblacions més properes.